# Sonnenfinsternis vom 14. Dezember 2020
Die totale Sonnenfinsternis vom 14. Dezember 2020 spielte sich größtenteils über dem südlichen Pazifik und dem Südatlantik ab. Für die Beobachtung der Finsternis war günstig, dass sich das Maximum der Finsternis ereignet, während der Kernschatten den Süden des südamerikanischen Kontinents überstrich. Das Maximum der Finsternis war in der Provinz Río Negro in Argentinien zu beobachten. Die Dauer der totalen Phase lag dort bei 2 Minuten und 10 Sekunden.
Auf chilenischer Seite trat in folgenden Orten eine totale Sonnenfinsternis ein: Isla Mocha, Puerto Saavedra, Temuco, Freire, Loncoche, Panguipulli, Villarrica, Pucón, Curarrehue.

## Orte in der Totalitätszone
| Land        | Ort                         | Dauer  | Uhrzeit (UT) | Bemerkung                                 |
| ----------- | --------------------------- | ------ | ------------ | ----------------------------------------- |
| Chile       | Insel Mocha                 | 1m 3s  | 15:59        |                                           |
| Chile       | Puerto Saavedra             | 2m 3s  | 16:01        |                                           |
| Chile       | Temuco                      | 0m 33s | 16:02        |                                           |
| Chile       | Villarrica                  | 2m 9s  | 16:04        |                                           |
| Argentinien | Zentrallinie auf der RN 40  | 2m 09s | 16:07        |                                           |
| Argentinien | Zentrallinie auf der RN 237 | 2m 10s | 16:09        |                                           |
| Argentinien | Zentrallinie auf der RP 8   | 2m 10s | 16:12        | ca. 40 km westlich der größten Finsternis |
| Argentinien | Ministro Ramos Mexica       | 2m 10s | 16:15        |                                           |
| Argentinien | Valcheta                    | 2m 9s  | 16:17        |                                           |
| Argentinien | San Antonio Oeste           | 1m 55s | 16:20        |                                           |

## Wetter
Insgesamt galten die Wetteraussichten in der Totalitätszone des frühsommerlichen südamerikanischen Kontinents Mitte Dezember als nicht schlecht. In Chile sind im langjährigen Mittel Bewölkungswahrscheinlichkeiten von etwa 45 % normal. In einem schmalen Band im Windschatten der Anden auf argentinischer Seite ergeben sich Bewölkungswahrscheinlichkeiten von etwas unter 30 %, die dann auf teilweise über 40 % zum Atlantik hin anwachsen.
Der Argentinische Wetterdienst sagte für die Großstadt Neuquén an der Grenze zu Rio Negro im Tagesverlauf geringer werdende Bewölkung, allerdings steifen Wind mit Sturmböen voraus (Stand: Sa 12. Dezember 2020, 15 Uhr MEZ). Laut einem Satellitenfilm, den die ARD-Tagesthemen zeigten, war dann fast die gesamte bewohnte Totalitätszone bewölkt mit eher wenigen Auflockerungen.

## Komet während der Totalität

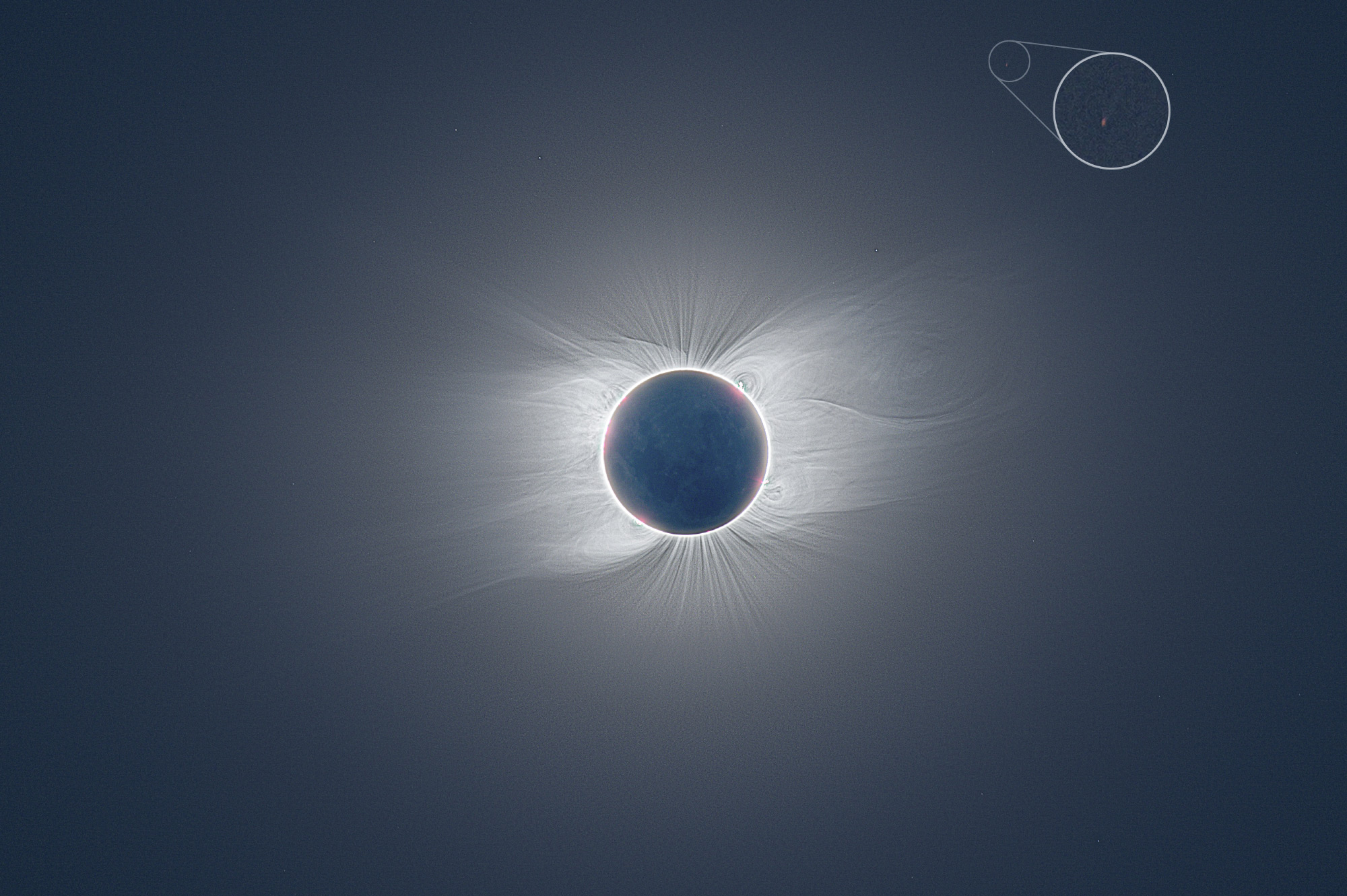
Komet C/2020 X3 (SOHO) während der totalen Sonnenfinsternis vom 14. Dezember 2020. Aufgenommen in der Provinz Neuquén, Argentinien. Aufgenommen von Andreas Möller vom Arbeitskreis Meteore

Am 13. Dezember entdeckte der thailändische Amateurastronom Worachate Boonplod einen Kometen aus der Kreutz-Gruppe auf den Bildern des SOHO-Satelliten. Da Boonplod wusste, dass eine totale Sonnenfinsternis bevorsteht, suchte er gezielt auf Fotos, die während der Sonnenfinsternis entstanden, nach dem Kometen. Aufgrund schlechter Wetterbedingungen, gab es nur sehr wenige Aufnahmen der Totalität. Der Komet zeigte sich letztendlich auf den Fotos von Andreas Möller, der die totale Sonnenfinsternis in der argentinischen Provinz Neuquén beobachtete. Der Komet trägt den Namen C/2020 X3 (SOHO).

## Impressionen

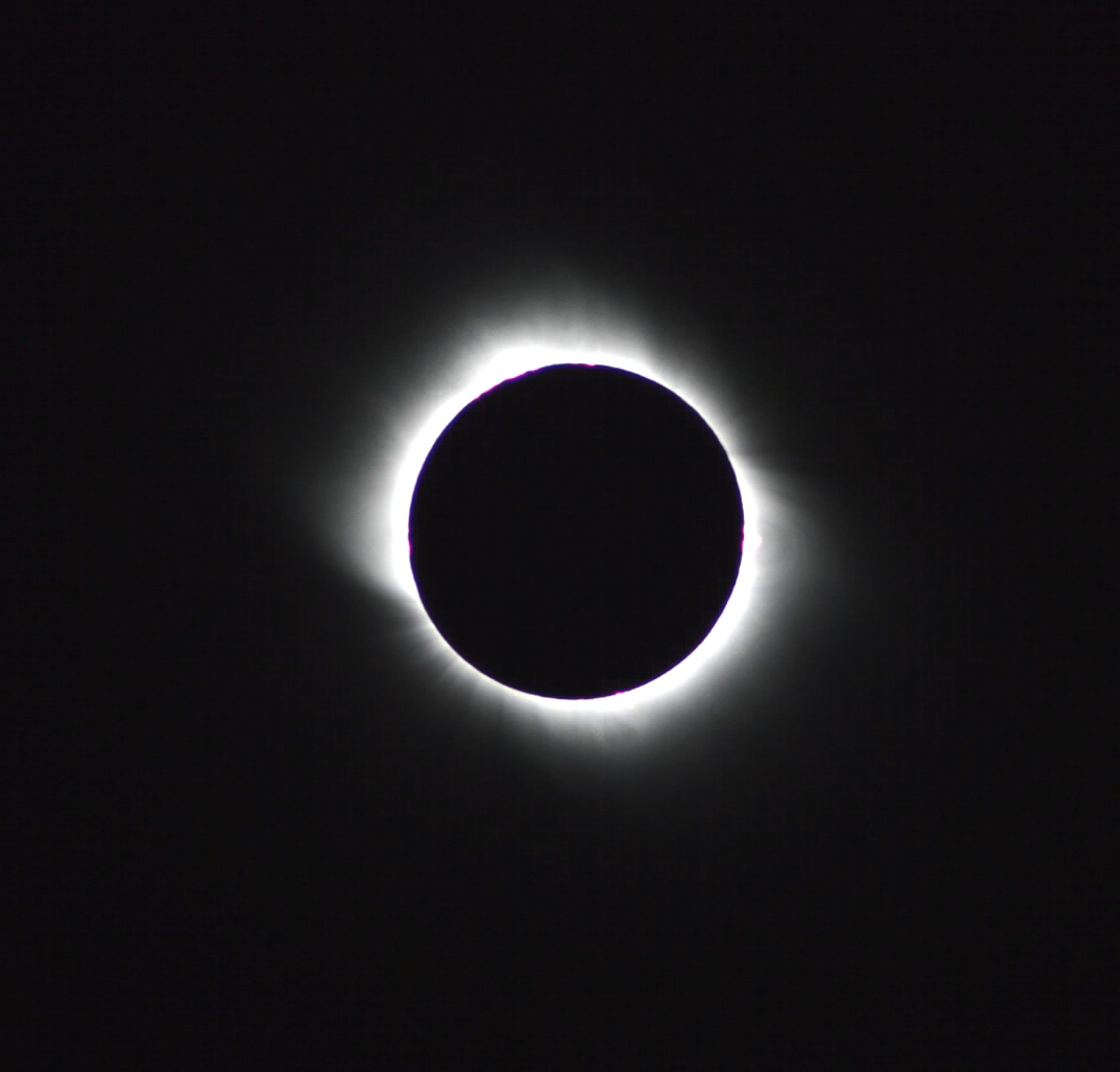
Sonnenfinsternis aus Valcheta, Argentinien
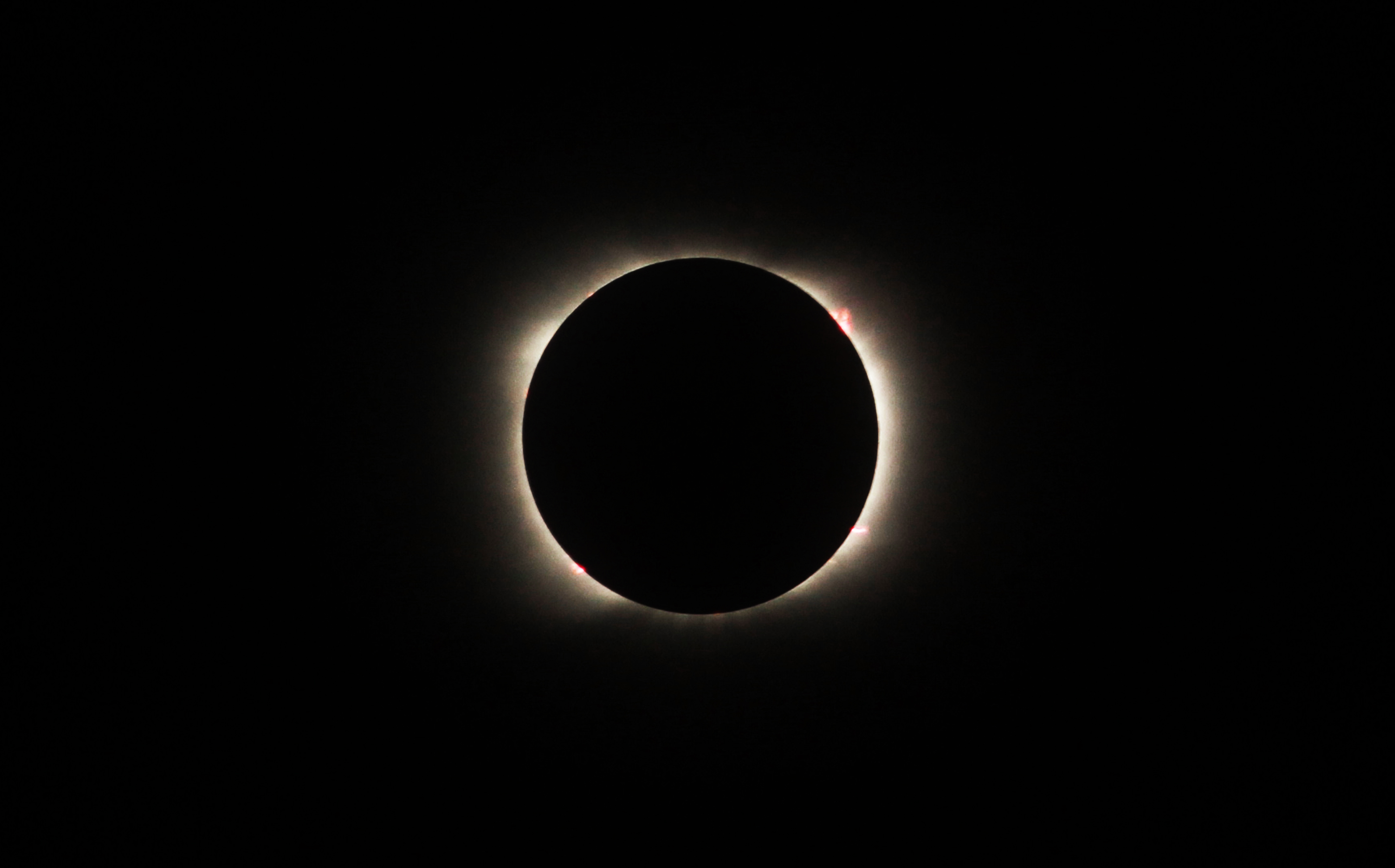
Gorbea, Chile.